# Ludwig Schmugge

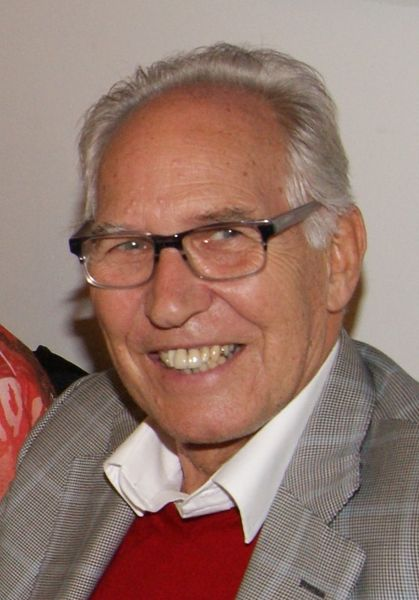
Ludwig Schmugge im Jahr 2015 aufgenommen von Werner Maleczek.

Ludwig Schmugge (* 28. November 1939 in Berlin) ist ein deutscher Historiker. Er beschäftigte sich jahrzehntelang mit den ab 1449 fast vollständig erhaltenen Supplikenregistern der päpstlichen Pönitentiarie. Dazu legte er Untersuchungen vor, die nicht nur die illegitime Geburt, sondern auch die Ehegerichtsbarkeit, ihre Kläger und Betroffenen sowie die Klagepunkte thematisieren.

## Leben und Wirken
Ludwig Schmugge schloss 1964 in Paris mit Hilfe eines sechsmonatigen Stipendiums der Kommission zur Erforschung der Geschichte der deutsch-französischen Beziehungen seine Dissertation über Johannes von Jandun ab. Er wurde 1965 an der Freien Universität Berlin mit dieser von Wilhelm Berges betreuten Arbeit promoviert. Von 1966 bis 1971 war er Wissenschaftlicher Assistent am Friedrich-Meinecke-Institut. Im Jahr 1971 wurde er an der FU Berlin habilitiert. Schmugge lehrte zunächst als Professor für Geschichte des Mittelalters an der FU Berlin. Von 1979 bis zu seiner Emeritierung 2004 lehrte Schmugge als ordentlicher Professor für mittelalterliche Geschichte an der Universität Zürich. Im Kollegjahr 1991/1992 war er Forschungsstipendiat am Historischen Kolleg in München. Von 2004 bis 2008 war Schmugge Vorsitzender des wissenschaftlichen Beirats des Deutschen Historischen Instituts in Rom.
Seine Forschungsschwerpunkte sind die Verfassungs-, Kirchen- und Sozialgeschichte des Hoch- und Spätmittelalters sowie die Kanonistik. Mit seiner Dissertation verfolgte er das Ziel, die spärlichen Quellen zur Lebensgeschichte des Johannes zusammenzustellen und neu zu ordnen, aus seinen Werken die sozialtheoretischen Ideen herauszuarbeiten und diese dann mit denen des Marsilius von Padua zu vergleichen. Schmugge war langjähriger Herausgeber des Repertorium Poenitentiariae Germanicum. Im Jahr 2002 erschien dazu der Band zum Pontifikat Pauls II. Er widmete sich gefördert durch Forschungsbeihilfen und ein Kollegjahr in München jahrelang der unehelichen Geburt im Spätmittelalter. Dazu wertete er den Quellenbestand der Registerbände päpstlicher Dispense im 1913 von Emil Göller entdeckten und erst seit 1983 zugänglichen Archiv der päpstlichen Pönitentiarie aus. Die Darstellung Kirche, Kinder, Karrieren. Päpstliche Dispense von der unehelichen Geburt im Spätmittelalter erschien 1995. Anhand von 6.387 Bittschriften (Suppliken), die zwischen 1455 und 1492/1500 an die vatikanischen Pönitentiarie (Paenitentiaria Apostolicae) eingereicht worden, schilderte Schmugge in einer 2008 veröffentlichten Monographie das spätmittelalterliche Ehewesen. In seinem Forschungsergebnis widersprach er der These eines „prüden“ Mittelalters. Es ergebe sich vielmehr „der Eindruck eines vielfach unverklemmten sexuellen Umgangs zwischen den Geschlechtern, der offenbar auch vor der Ehe in allen Schichten der Bevölkerung praktiziert worden ist.“ Die Darstellung erschien 2012 in englischer Übersetzung. Er legte 2020 eine Edition von 270 Suppliken aus Siena vor.

## Schriften (Auswahl)
Monographien
- Ehen vor Gericht. Paare der Renaissance vor dem Papst. Berlin University Press, Berlin 2008, ISBN 978-3-940432-23-0.
  - Marriage on trial. Late medieval German couples at the papal court (= Studies in medieval and early modern canon law. Bd. 10). Translated by Atria A. Larson. The Catholic University of America Press, Washington, D.C. 2012, ISBN 978-0-8132-2017-8.
- Kirche, Kinder, Karrieren. Päpstliche Dispense von der unehelichen Geburt im Spätmittelalter. Artemis und Winkler, Zürich 1995, ISBN 3-7608-1110-8.
- Schleichwege zu Pfründe und Altar. Päpstliche Dispense vom Geburtsmakel 1449–1533 (= Schriften des Historischen Kollegs. Vorträge. Bd. 37). Stiftung Historisches Kolleg, München 1994 (Digitalisat).
- Johannes von Jandun (1285/1289–1328). Untersuchungen zur Biographie und Sozialtheorie eines lateinischen Averroisten. Hiersemann, Stuttgart 1966 (online).

Quelleneditionen
- Le suppliche dei Senesi alla Penitenzieria apostolica (1458–1513) (= Documenti di storia. Bd. 119). Edizioni Cantagalli, Siena 2020, ISBN 978-88-6879-892-5.

Herausgeberschaften
- Illegitimität im Spätmittelalter (= Schriften des Historischen Kollegs. Kolloquien. Bd. 29). Oldenbourg, München 1994, ISBN 3-486-56069-7 (Digitalisat).
- Radulfus Niger: De re militari et triplici via peregrinationis Ierosolimitane (1187/88). De Gruyter, Berlin/New York 1977, ISBN 3-11-006827-3 (zugleich: FU Berlin, Habil.-Schrift).